# Voúves
Voúves, en grec moderne : Βούβες, est un village du dème de Plataniás, en Crète, en Grèce. Selon le recensement de 2011, la population de Voúves compte 137 habitants. Le village est situé à 26 km de La Canée.